# Alejandro Grillo
Alejandro Omar Grillo (Buenos Aires, 20 de enero de 1973) es legislador de la Ciudad Autónoma de Buenos Aires.

## Biografía
Empezó su militancia en 1986 en la Unión Cívica Radical como militante estudiantil y partidario. En la década de los 90 fue Secretario General de la Juventud Radical. 
Estudió periodismo e historia. 

## Trayectoria
Grillo desempeñó distintos roles en la Administración Pública Nacional y de la Ciudad Autónoma de Buenos Aires.
En 2003 fue precandidato a Jefe de Gobierno y en el 2005 a Legislador porteño.
Participa en 7 comisiones de la Legislatura: Ambiente; Cultura; Desarrollo Económico, Mercosur y Políticas de Empleo; Educación, Ciencia y Tecnología; Planeamiento Urbano; Tránsito y Transporte; de Protección y Promoción de los Cafés, Bares, Billares y Confiterías Notables.
En las elecciones legislativas de 2023, ocupó el quinto lugar de la lista Unión por la Patria. resultando electo como Legislador de la Ciudad de Buenos Aires. La lista obtuvo el 32,27% de los votos.

## Historia Electoral
|  | 22,17 % |

|  | 32,27 % |